# Дреново (Чашка)
Дреново (мкд. Дреново) је насеље у Северној Македонији, у средишњем државе. Дреново припада општини Чашка.

## Географија
Дреново је смештено у средишњем делу Северне Македоније. Од најближег већег града, Велеса, насеље је удаљено 30 km западно.
Месна клима је континентална.

## Историја
Село Дреново ушло је у историју српског народа по бици, тзв. Бици код Дренова, која се водила на Спасовдан 1907. године између српских чета војводе Василија Трбића, Јована Бабунског, сеоских четника из села Богомила и Техово против бугарашког села Дренова, у којем су биле настањени бугарски комити војводе Дача из Бистрице, и Стевана Димитровског-Вардарца из села Градско. Стеван Димитров је био познат по злочинима и малтретирању Срба у локалним селима. Поразом и уништавањем бугарске чете, бугарски комити су протерани из западног Повардарја.
Из ове борбе је изашла четничка химна Спремте се, спремте, коју је написао калуђер-комита Јован Грковић Гапон:
Српска ми труба затруби

Спрем' те се спрем' те, четници,
Силна ће борба да буде.

## Становништво
Свих 35 становника су Македонци.
Већинска вероисповест је православље.